# Tanytarsus dibranchius
Tanytarsus dibranchius är en tvåvingeart som beskrevs av Jean-Jacques Kieffer 1926. Tanytarsus dibranchius ingår i släktet Tanytarsus och familjen fjädermyggor. Arten är reproducerande i Sverige. Inga underarter finns listade i Catalogue of Life.